# Francisque Aynard
Pour les articles homonymes, voir Aynard.
François dit Francisque Aynard (Lyon, 27 janvier 1869 - Lyon, 19 avril 1954) est un banquier français.

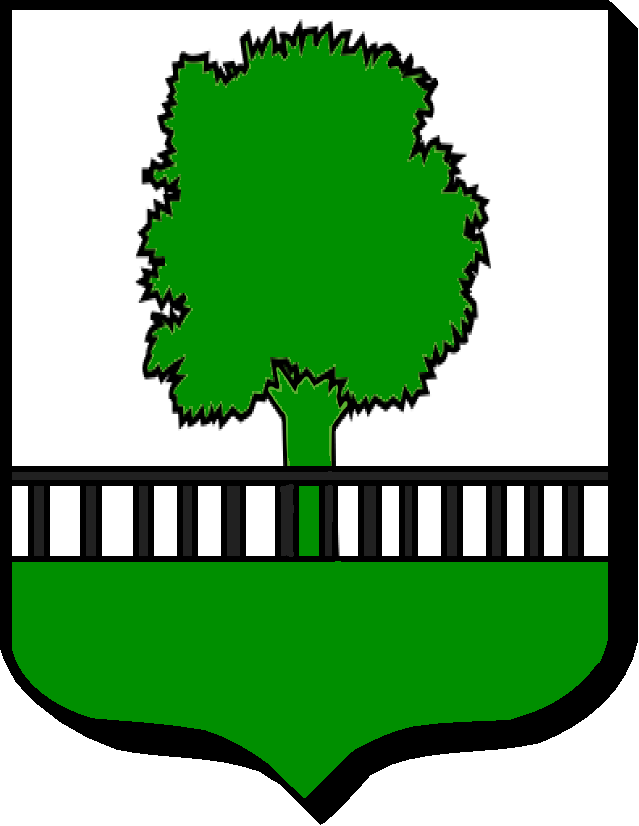
Blason de la famille Aynard

## Biographie
Fils d'Édouard Aynard (1837-1913), banquier et député, et de Rose Pauline de Montgolfier (1845-1910), il épouse Lucie Balourdet le 19 mai 1896. Il est le beau-père de Georges Villiers.
Devenu banquier, il succède à son père en tant que chef de la Maison Aynard et fils. Il est membre du conseil d'administration de la succursale de la Banque de France de Lyon de 1900 à 1936.
Le 15 janvier 1917, sa banque fusionne avec la Caisse de crédit de Nice et la Banque suisse et française, pour former le Crédit commercial de France. Il est alors nommé directeur de l'agence de Lyon.
Il est également administrateur du Crédit national et président du Syndicat des banquiers de Lyon.